# Copa Sudamericana
Copa Sudamericana er en fodboldturnering for sydamerikanske klubhold, arrangeret af det sydamerikansk fodboldforbund CONMEBOL. Det er den næstmest betydningsfulde turnering for sydamerikanske klubhold efter Copa Libertadores.
Hver kamp defineres ved lodtrækning og er en direkte eliminering.

## Vindere
| år   | Vinder af Copa Sudamericana |
| ---- | --------------------------- |
| 2002 | San Lorenzo                 |
| 2003 | Cienciano                   |
| 2004 | Boca Juniors                |
| 2005 | Boca Juniors                |
| 2006 | CF Pachuca                  |
| 2007 | Arsenal de Sarandí          |
| 2008 | Internacional Porto Alegre  |
| 2009 | LDU Quito                   |
| 2010 | CA Independiente            |
| 2011 | CF Universidad de Chile     |
| 2012 | São Paulo FC                |
| 2013 | CA Lanús                    |
| 2014 | River Plate                 |
| 2015 | Independiente Santa Fe      |
| 2016 | Chapecoense                 |
| 2017 | CA Independiente            |
| 2018 | Athletico Paranaense        |
| 2019 | Independiente del Valle     |
| 2020 | Defensa y Justicia          |
| 2021 | Athletico Paranaense        |
| 2022 | Independiente del Valle     |
| 2023 | LDU Quito                   |

### Ranglister
| Rang | Klub                       | Titler | flere år   |
| ---- | -------------------------- | ------ | ---------- |
| 1    | Boca Juniors               | 2      | 2004, 2005 |
|      | LDU Quito                  | 2      | 2009, 2023 |
|      | CA Independiente           | 2      | 2010, 2017 |
|      | Athletico Paranaense       | 2      | 2018, 2021 |
|      | Independiente del Valle    | 2      | 2019, 2022 |
| 6    | San Lorenzo                | 1      | 2002       |
|      | Cienciano                  | 1      | 2003       |
|      | CF Pachuca                 | 1      | 2006       |
|      | Arsenal de Sarandí         | 1      | 2007       |
|      | Internacional Porto Alegre | 1      | 2008       |
|      | CF Universidad de Chile    | 1      | 2011       |
|      | São Paulo FC               | 1      | 2012       |
|      | CA Lanús                   | 1      | 2013       |
|      | River Plate                | 1      | 2014       |
|      | Independiente Santa Fe     | 1      | 2015       |
|      | Chapecoense                | 1      | 2016       |
|      | CSD Defensa y Justicia     | 1      | 2020       |

| Rang | Land      | Titel |
| ---- | --------- | ----- |
| 1    | Argentina | 9     |
| 2    | Brasilien | 5     |
| 3    | Ecuador   | 4     |
| 4    | Chile     | 1     |
|      | Colombia  | 1     |
|      | Mexico    | 1     |
|      | Perú      | 1     |